# Bernardo Gandulla
Bernardo José Gandulla (Buenos Aires, 1 de março de 1916 — 7 de julho de 1999) foi um futebolista argentino das décadas de 1930 e 1940.

## Carreira
Iniciou sua carreira pelo Ferro Carril Oeste, da Argentina, no qual se profissionalizou em 1935. Exatamente naquele ano, os verdolagas conseguiram sua melhor campanha até então na elite, um 8º lugar e Gandulla foi o artilheiro do elenco, com 15 gols. Em 1936. Gandulla foi uma vez mais o artilheiro do FCO, com 14 gols. Em 1937, integrou o célebres quinteto ofensivo apelidado de "La Pandilla" que somaram 78 gols e Gandulla foi o artilheiro, com 23.
Estava pré-convocado para a seleção que iria à Copa de 1938, mas por causa da raiva da decisão de se ter uma segunda Copa consecutiva na Europa, nem Uruguai nem Argentina entraram para a competição. Disputou e venceu a Copa Roca de 1939, embora não tenha atuado na referida competição, pois era reserva de Moreno.
Em 3 de março de 1939, chegaram ao Brasil a bordo do vapor “Conte Grande” cinco jogadores argentinos que chamaram a atenção da diretoria do Vasco da Gama durante passagem da seleção do país vizinho na Copa Roca daquele ano, entre eles Gandulla. A transação foi controversa e chegou até a Fifa, pois os argentinos argumentavam que, por não ter dado o passe aos jogadores, eles ainda pertenciam ao Ferro Carril e, portanto, Gandulla demorou mais de um mês para poder atuar, após sentença de um juiz trabalhista e os “passes” de Gandulla, Raul Emeal e José Dacunto custaram mais de 126 mil contos de réis aos cofres vascaínos.
A estreia de Gandulla foi em 23 de abril, diante da equipe do Fluminense. Pelo Vasco, o atleta jogou 31 partidas, quase todas como titular e marcou 11 gols. No ano seguinte, Gandulla saiu do Vasco para o Boca Juniors.
Foi campeão em 1940 e 1943 pelo Boca Juniors e defendeu a Seleção Argentina de Futebol em apenas 1 partida, contra Seleção do Uruguai. Deixou o Boca no início de 1944, acertando retorno ao Ferro, e pelo clube foram 121 jogos pelos e 60 gols, média de meio gol por jogo.
Gandulla foi o artilheiro dos verdolagas em 1944, com oito gols por um time 13º colocado entre 16 competidores. Ao todo, foram 88 gols em 174 jogos pelo FCO. Ficaria mais uma temporada no clube até se transferir em 1946 ao Atlanta.
Em 1947, estaria no primeiro rebaixamento do Atlanta.
Ainda defenderia o Temperley na segundona de 1948, como jogador-treinador do "Gasolero".
Após seu aposentadoria, foi treinador dos times de base do Boca Juniors e assumiu o profissional entre 1957 e 1958. Também treinou o Club Atlético Defensores de Belgrano e foi dirigente esportivo.

## Origem do termo gandula
O “estardalhaço” da imprensa com a vinda dos estrangeiros, especialmente de Gandulla, que foi catapultado pelos conflitos institucionais na disputa do “passe” dos atletas, contribuiu para que o nome jogador servisse de anedota, ora como “munição” para as críticas da imprensa e ora como elogios. Na citação abaixo, o cronista faz referência ao jogo Vasco 5x 1 América (29/10/1939), em que Gandulla atuou bem e marcou dois gols:
Cuidado, pois, snrs. botafoguenses e rubro-negros, a “ala léro-léro” não é apenas uma miragem…
Os Gandullas sabem fazer goals. E que goals […] (Sport Illustrado, Rio de Janeiro, 09 de novembro de 1939, p. 3).
O Rio de Janeiro era a capital do Brasil, os fatos que ocorriam na cidade ecoavam para todo o país. Assim, sendo o Vasco um dos maiores clubes nacionais e o mito "Gandulla" foi levado ao pé da letra para o resto do território nacional, o mito ganhou eco e acabou batizando e assim nacionalizando os repositores de bola. Com o passar do tempo, a expressão “gandula” ultrapassou os limites da cidade do Rio de Janeiro e foi adotado por todo país na esteira da popularidade do Vasco. Décadas após a vinda de Gandulla para o clube, o jogador é lembrado como aquele que “batizou” os ajudantes de reposição de bola nos jogos.

## Títulos
Vasco da Gama
- Torneio Internacional Luiz Aranha: 1940[9]

Boca Juniors
- Campeonato Argentino: 1940 e 1943
- Copa Dr. Ibarguren: 1940 e 1944
- Torneio de Verão de Buenos Aires: 1940 e 1941

Seleção Argentina
- Copa Roca: 1939[10]

### Treinador
Boca Juniors
- Copa Álvaro Gestido (Montevidéu) 1957

## Homenagem
Na Argentina, foi homenageado com a denominação ao prêmio de melhor jogador do ano.
Gandulla foi incluído na edição especial da revista El Gráfico que escolheu os cem maiores ídolos boquenses, em 2010.